# Luke Williams (football)
Pour les articles homonymes, voir Williams et Luke Williams.
Luke Williams, né le 11 juin 1993 à Middlesbrough, est un footballeur anglais qui évolue au poste d'attaquant à Scunthorpe United FC.

## Biographie
Le 2 juillet 2015, il rejoint Scunthorpe United.
Le 27 janvier 2017, il est prêté à Northampton Town.

## Palmarès

### En sélection
- Angleterre -17 ans
  - Vainqueur du Championnat d'Europe en 2010.